# Sassandra-Marahoué
Sassandra-Marahoué (fr.: District du Sassandra-Marahoué) – jeden z czternastu dystryktów Wybrzeża Kości Słoniowej, położony w centralnej części kraju. Stolicą dystryktu jest Daloa.

## Podział administracyjny
Dystrykt Sassandra-Marahoué dzieli się na 2 regiony:
- Region Haut-Sassandra (stolica w Daloa)
  - Departament Daloa
  - Departament Issia
  - Departament Vavoua
  - Departament Zoukougbeu
- Region Marahoué (stolica w Bouaflé)
  - Departament Bouaflé
  - Departament Sinfra
  - Departament Zuénoula